# Jerzy Broński
Jerzy Broński (ur. 30 sierpnia 1906 r. w Nowej Czartorii pow. Żytomierz, zm. 14 grudnia 1948  w Warszawie) – pułkownik.

## Życiorys
Syn Platona i Ireny z Glasbergów. Ukończył Politechnikę Warszawską, a następnie Centrum Wyszkolenia Kawalerii w Grudziądzu.
We wrześniu 1939 ewakuował fabrykę broni z Warszawy do Brześcia Litewskiego. Udało mu się powrócić do Warszawy, podjął pracę nauczyciela, a po zamknięciu szkoły przez Niemców pracował w PCK. W okresie okupacji niemieckiej należał do AK, wykładał w tajnej podchorążówce, kierował warsztatem produkującym broń. W powstaniu warszawskim walczył na Starówce, skąd kanałami przedostał się do Śródmieścia.
W 1945 wstąpił do wojska, został mianowany szefem Departamentu Kwaterunkowo-Budowlanego MON, w stopniu płk. Był jednym z twórców Wojskowego Przedsiębiorstwa Budowlanego. Aresztowany 23 lutego 1948 w czasie podróży służbowej do Wrocławia i oskarżony o systematyczne „sabotowanie działalności Departamentu Kwaterunkowo-Budowlanego MON na odcinku budowlanym ze szkodą dla obronności państwa” i o stworzenie monopolu na dostawy prywatne dla wojska. Został osądzony w tzw. sprawie kwatermistrzowskiej (S.3292) przed NSW w Warszawie razem z Janem Czeredysem, Stefanem Długołęckim, Feliksem Stroińskim i Feliksem Sztompką. 3 grudnia 1948 został skazany wraz ze współpodsądnymi na podst. 3 §2 Dekr.13.06.1946 karę śmierci
. Stracony 14 grudnia 1948 w więzieniu mokotowskim. Wyrokiem WO 205/95 z dnia 31 maja 1996 Izba Wojskowa Sądu Najwyższego uchyliła orzeczenie wydane w 1948 r. – Jerzy Broński został uniewinniony (wraz z pozostałymi skazanymi i straconymi).

## Upamiętnienie
Dokładne miejsce pochówku jest nieznane. Grób symboliczny znajduje się na Cmentarzu Wojskowym w Kwaterze "na Łączce".